# ماهی مرکب علفی
ماهی مرکب علفی (نام علمی: Pickfordiateuthis pulchella) نام یک گونه از سرده سرپاور علفی است.